# 高畑総次郎
高畠 総次郎（たかはた ふさじろう）は、幕末の常陸国の志士。東禅寺事件、のち坂下門外の変で襲撃側に加わり闘死した。

## 略歴
常陸国久慈郡小島の農家に生まれる。文久元年（1861年）江戸に上り、有賀半弥や黒沢五郎らとともに高輪東禅寺のイギリス仮公使館襲撃に加わり、事件後は密かに常陸に戻る。文久2年（1862年）1月、黒沢ら水戸浪士や大橋訥庵一派とともに江戸城外坂下門で登城する安藤の行列を襲撃するが、同志らとともに闘死した。